# یواس‌اس افکتیو (ای‌ام-۹۲)
یواس‌اس افکتیو (ای‌ام-۹۲) (به انگلیسی: USS Effective (AM-92)) یک کشتی بود که طول آن ۱۷۳ فوت ۸ اینچ (۵۲٫۹۳ متر) بود. این کشتی در سال ۱۹۴۲ ساخته شد.